# William Jones (matematician)
William Jones (n. 1675 – d. 3 iulie 1749) a fost un matematician galez, născut în satul Llanfihangel Tre'r Beirdd, pe Insula Anglesey.
Cariera sa de succes s-a datorat în parte patronajului familiei Bulkeley din nordul Țării Galilor, și apoi earlului de Macclesfield.
Jones a predat matematica echipajelor de pe navele Marinei Regale Britanice între 1695 și 1702. Interesul său pentru aspectele teoretice ale navigației s-a concretizat prin publicarea lucrării A New Compendium of the Whole Art of Navigation („Un nou compendiu al întregii arte a navigației”), în 1702. După terminarea călătoriilor pe mări și oceane, a devenit profesor de matematică în Londra, unde a îndeplinit mai multe funcții în cadrul administrației guvernamentale.
Ca matematician, cea mai cunoscută contribuție a sa este propunerea utilizării simbolului π (litera grecească pi) pentru reprezentarea raportului dintre circumferința unui cerc și diametrul său. S-a împrietenit cu Sir Isaac Newton și cu Sir Edmund Halley. În 1712, a devenit Fellow al Societății Regale și mai târziu vicepreședinte al acestei societăți.
Jones a publicat Synopsis Palmariorum Matheseos în 1706, lucrare pentru începători, care conținea teoreme de analiză diferențială și serii infinite.
Navigația a fost și ea un subiect de interes pentru Jones; prima sa lucrare publicată în domeniu a fost A New Compendium of the Whole Art of Navigation. În 1731 a publicat Discourses of the Natural Philosophy of the Elements. 
Fiul său,  numit și el William Jones, a fost un renumit filolog care a stabilit legături între limbile latină, greacă și sanscrită, ceea ce a condus la conceptul de grup al limbilor indo-europene.